# Каратобинское
Каратобинское (каз. Қаратөбе) — село в Шортандинском районе Акмолинской области Казахстана. Входит в состав Новоселовского сельского округа. Код КАТО — 116845400.

## География
Село расположено в восточной части района, на расстоянии примерно 59 километров (по прямой) к северо-востоку от административного центра района — посёлка Шортанды, в 14 километрах к северо-востоку от административного центра сельского округа — села Новосёловка.
Абсолютная высота — 281 метров над уровнем моря.
Ближайшие населённые пункты: село Карасай — на северо-востоке, посёлок Жолымбет — на юго-западе.

## Население
В 1989 году население села составляло 125 человек (из них казахи — 36%, русские — 35%).

В 1999 году население села составляло 103 человека (51 мужчина и 52 женщины). По данным переписи 2009 года, в селе проживало 65 человек (30 мужчин и 35 женщин).
| Численность населения | Численность населения | Численность населения |
| 1989                  | 1999                  | 2009                  |
| --------------------- | --------------------- | --------------------- |
| 125                   | ↘103                  | ↘65                   |

## Улицы[5]
- ул. Ак-Жайык
- ул. Жастар
- ул. Орталык